# 中国航空67号班机事故
中国航空67号班机事故是指1946年12月14日在中国上海龙华机场发生的一起航空事故。中国航空公司67号班机因强风与操作故障，导致着陆时偏离跑道，撞向大华航空公司104号机，造成一名乘客受伤。事后，大华航空公司在被国民政府行政院勒令停航，新绥公司接手其飞机，中航同意向其进行全价赔偿。

## 经过
当天下午5时20分，这架C—47型京沪班机在降落过程中，由于强风和飞行员的紧张心理，操作失误导致下降速度过快。飞机在着陆时偏离了跑道，直接撞向了停在一旁的大华航空公司的空机104号，造成104号飞机的两翼、螺旋桨和引擎严重损坏，几乎无法修复。67号班机的左翼也受损，但飞机最终因阻碍而停止前冲。如果飞机再前冲五十余码，可能会与储存汽油的机库相撞，后果不堪设想。

## 影响
67号班机当时满载乘客，但事故中仅有一名乘客受伤，其余人员均安全。大华航空公司在被国民政府行政院勒令停航后，其所有的5架客机一直停放在龙华机场。后来，这些飞机被卖给了专门经营新疆和绥远间运输业务的新绥公司。由于这次事故导致的无谓损失，新绥公司向中国航空提出了全额赔偿要求，并获得了中国航空的同意。